# آبشارهای بفره
آبشارهای بفره، دره زیبا و ییلاقی بفره در ۳۵ کیلومتری شمال غرب سبزوار و در شمال غرب روستای ساروق از توابع شهرستان داورزن واقع شده که رودخانه دائمی و پرآب بفره در آن جریان دارد.
حوضه آبریز رودخانه بفره در منطقه ای به نام اولنگ بفره در دامنه‌های جنوبی کوه های جغتای تشکیل شده و سرچشمه‌های متعددی را از دامنه‌های شرقی کوه سِکر و دامنه‌های غربی کوه نظرگاه و زو پلنگ‌ها دریافت می‌دارد.
رودخانه بفره به طول ۳۳ کیلومتر و شیب متوسط ۴/۴ درصد با خروج از دره‌های کوهستانی و سرسبز بفره از غرب روستای کیف و مزرعه باغشت عبور کرده و اراضی کشاورزی این مناطق را سیراب می‌سازد.
در نهایت جریانات آبی این رودخانه بعد از عبور از روستاهای کوشک باغ – طزر و سویز در دشت فیض آباد به اتمام می‌رسد.
از نظر موقعیت نسبی با توجه به تقسیمات جدید کشوری رودخانه بفره در محدوده دهستان باشتین شهرستان داورزن قرار می‌گیرد.
بر طبق گزارش‌های کامل و مدون این بازدیدها که در اداره تربیت بدنی آموزشگاه‌های شهر سبزوار نیز موجود می‌باشد این رود در مسیر کوهستانی خود آبشارهای متعددی را تشکیل می‌دهد.
تعداد این آبشارها بین۳۰ تا ۳۳ مورد در نوسان بوده که بسته به میزان بارندگی و تر سالی‌ها تعداد تشکیل آنها نیز متغیر می‌باشد. بر طبق گزارش‌های موجود کم ارتفاع‌ترین آبشار ۴ متر و بلندترین آن ۹۶ متر ارتفاع دارد. آبشار اخیر بلندترین آبشار شرق ایران است. عبور از همه آبشارهای منطقه بدون تجهیزات کامل صخره‌نوردی و کوه‌نوردی امکان‌پذیر نمی‌باشد و تنها در صورت داشتن مهارت کافی در سنگ نوردی می‌توان از بالادست این آبشارها عبور کرد.